# Llista de topònims de Santa Pau
Llista de topònims (noms propis de lloc) del municipi de Santa Pau, a la Garrotxa
Informació actualitzada per un bot. Els canvis manuals es perdran quan s'actualitzi!

## casa
| imatge | Nom                                                  | Ubicat a  | instància de | Detalls                                                 | coordenades                                                                | Protecció                                  | Commons (més fotos)                     | Dades a WD                    |
| ------ | ---------------------------------------------------- | --------- | ------------ | ------------------------------------------------------- | -------------------------------------------------------------------------- | ------------------------------------------ | --------------------------------------- | ----------------------------- |
|        | Ca l'Escalopé                                        | Santa Pau | casa         | Estil: arquitectura popular                             | 42° 08′ 40″ N, 2° 34′ 17″ E / 42.144431°N,2.571481°E 491 msnm              | bé integrant del patrimoni cultural català | Ca l'Escalopé                           | Modifica les dades a Wikidata |
|        | Ca la Sastra                                         | Santa Pau | casa         | Estil: gòtic tardà                                      | 42° 08′ 40″ N, 2° 34′ 17″ E / 42.144534°N,2.571393°E 490 msnm              | bé integrant del patrimoni cultural català | Ca la Sastra                            | Modifica les dades a Wikidata |
|        | Cal Sintet                                           | Santa Pau | casa         |                                                         | 42° 08′ 39″ N, 2° 34′ 11″ E / 42.144071°N,2.569711°E 482 msnm              |                                            | Cal Sintet                              | Modifica les dades a Wikidata |
|        | Can Balet                                            | Santa Pau | casa         | Estil: arquitectura popular                             | 42° 08′ 45″ N, 2° 34′ 12″ E / 42.145905°N,2.570049°E 492 msnm              | bé integrant del patrimoni cultural català | Can Balet (Santa Pau)                   | Modifica les dades a Wikidata |
|        | Can Cortada                                          | Santa Pau | casa         | Estil: arquitectura barroca                             | 42° 08′ 38″ N, 2° 34′ 15″ E / 42.143875°N,2.570956°E 488 msnm              | bé integrant del patrimoni cultural català | Can Cortada (Santa Pau)                 | Modifica les dades a Wikidata |
|        | Can Cueta                                            | Santa Pau | casa         | Estil: arquitectura popular                             | 42° 08′ 40″ N, 2° 34′ 27″ E / 42.144497°N,2.574071°E 466 msnm              | bé integrant del patrimoni cultural català | Can Cueta                               | Modifica les dades a Wikidata |
|        | Can Daniel                                           | Santa Pau | casa         | Estil: arquitectura popular                             | 42° 08′ 38″ N, 2° 34′ 14″ E / 42.143991°N,2.570613°E 488 msnm              | bé integrant del patrimoni cultural català | Can Daniel (Santa Pau)                  | Modifica les dades a Wikidata |
|        | Can Daniel                                           | Santa Pau | casa         | Estil: arquitectura popular                             | 42° 08′ 40″ N, 2° 34′ 09″ E / 42.144436°N,2.569197°E 483 msnm              | bé integrant del patrimoni cultural català | Can Daniel (C. del Pont, Santa Pau)     | Modifica les dades a Wikidata |
|        | Can Descolls                                         | Santa Pau | casa         | Estil: arquitectura popular                             | 42° 08′ 21″ N, 2° 34′ 10″ E / 42.139123°N,2.569372°E 548 msnm              | bé integrant del patrimoni cultural català | Can Descolls                            | Modifica les dades a Wikidata |
|        | Can Grapes                                           | Santa Pau | casa         | Estil: arquitectura popular                             | 42° 08′ 41″ N, 2° 34′ 11″ E / 42.144735°N,2.569609°E 489 msnm              | bé integrant del patrimoni cultural català | Can Grapes                              | Modifica les dades a Wikidata |
|        | Can Llaurella                                        | Santa Pau | casa         | Estil: arquitectura popular                             | 42° 09′ 12″ N, 2° 34′ 08″ E / 42.15343°N,2.568951°E 458 msnm               | bé integrant del patrimoni cultural català | Can Llaurella                           | Modifica les dades a Wikidata |
|        | Can Manté del Sallent                                | Santa Pau | casa         | Estil: arquitectura popular                             | 42° 09′ 22″ N, 2° 37′ 00″ E / 42.156033°N,2.616754°E 339 msnm              | bé integrant del patrimoni cultural català | Can Manté del Sallent                   | Modifica les dades a Wikidata |
|        | Can Pardas                                           | Santa Pau | casa         | Estil: arquitectura popular                             | 42° 08′ 42″ N, 2° 34′ 19″ E / 42.144972°N,2.572015°E 493 msnm              | bé integrant del patrimoni cultural català | Can Pardas                              | Modifica les dades a Wikidata |
|        | Can Pardàs                                           | Santa Pau | casa masia   | Estil: arquitectura popular                             | 42° 08′ 22″ N, 2° 34′ 15″ E / 42.139493°N,2.570725°E 538 msnm              | bé integrant del patrimoni cultural català | Can Pardàs                              | Modifica les dades a Wikidata |
|        | Can Perot                                            | Santa Pau | casa         | Estil: arquitectura popular                             | 42° 09′ 13″ N, 2° 34′ 07″ E / 42.153735°N,2.568562°E 460 msnm              | bé integrant del patrimoni cultural català | Can Perot (Santa Pau)                   | Modifica les dades a Wikidata |
|        | Can Sila                                             | Santa Pau | casa         | Estil: arquitectura popular                             | 42° 08′ 39″ N, 2° 34′ 10″ E / 42.144277777778°N,2.5695833333333°E 484 msnm | bé integrant del patrimoni cultural català | Can Sila (Santa Pau)                    | Modifica les dades a Wikidata |
|        | Can Vert                                             | Santa Pau | casa         | Estil: arquitectura popular                             | 42° 08′ 40″ N, 2° 34′ 27″ E / 42.144448°N,2.574192°E                       | bé integrant del patrimoni cultural català |                                         | Modifica les dades a Wikidata |
|        | Casa dels Balbs                                      | Santa Pau | casa         | Estil: gòtic tardà                                      | 42° 08′ 41″ N, 2° 34′ 17″ E / 42.144686111111°N,2.5713972222222°E 493 msnm | bé integrant del patrimoni cultural català | Casa dels Balbs                         | Modifica les dades a Wikidata |
|        | Finestra de Ca l'Emília                              | Santa Pau | casa         | Estil: arquitectura gòtica arquitectura del Renaixement | 42° 08′ 39″ N, 2° 34′ 16″ E / 42.144252777778°N,2.5711194444444°E          | bé integrant del patrimoni cultural català | Finestra de Ca l'Emília (Santa Pau)     | Modifica les dades a Wikidata |
|        | Grup de cases de la Porta de Vila Vella de Santa Pau | Santa Pau | casa         | Estil: arquitectura popular                             | 42° 08′ 42″ N, 2° 34′ 20″ E / 42.14504°N,2.572332°E                        | bé integrant del patrimoni cultural català |                                         | Modifica les dades a Wikidata |
|        | casa a la plaça de Baix, 1                           | Santa Pau | casa         |                                                         | 42° 08′ 38″ N, 2° 34′ 15″ E / 42.144026°N,2.57087°E 487 msnm               | bé integrant del patrimoni cultural català | Casa a la plaça de Baix, 1 (Santa Pau)  | Modifica les dades a Wikidata |
|        | casa a la plaça de Baix, 11                          | Santa Pau | casa         | Estil: gòtic tardà                                      | 42° 08′ 38″ N, 2° 34′ 15″ E / 42.143762°N,2.570866°E 487 msnm              | bé integrant del patrimoni cultural català | Casa a la plaça de Baix, 11 (Santa Pau) | Modifica les dades a Wikidata |

## castell
| imatge | Nom                  | Ubicat a                          | instància de | Detalls                    | coordenades                                                   | Protecció                                            | Commons (més fotos)  | Dades a WD                    |
| ------ | -------------------- | --------------------------------- | ------------ | -------------------------- | ------------------------------------------------------------- | ---------------------------------------------------- | -------------------- | ----------------------------- |
|        | castell de Colltort  | Sant Feliu de Pallerols Santa Pau | castell      |                            | 42° 07′ 56″ N, 2° 31′ 58″ E / 42.132299°N,2.532706°E 847 msnm | bé d'interès cultural bé cultural d'interès nacional | Castell de Colltort  | Modifica les dades a Wikidata |
|        | castell de Santa Pau | Santa Pau                         | castell      | Estil: arquitectura gòtica | 42° 08′ 41″ N, 2° 34′ 18″ E / 42.1447°N,2.57167°E             | bé d'interès cultural bé cultural d'interès nacional | Castell de Santa Pau | Modifica les dades a Wikidata |

## curs d'aigua
| imatge | Nom             | Ubicat a                                                | instància de | Detalls           | coordenades                                                                                               | Protecció | Commons (més fotos) | Dades a WD                    |
| ------ | --------------- | ------------------------------------------------------- | ------------ | ----------------- | --- | --------- | ------------------- | ----------------------------- |
|        | Ser             | Santa Pau Sant Ferriol Sant Miquel de Campmajor Serinyà | curs d'aigua | Desemboca: Fluvià | 42° 07′ 57″ N, 2° 34′ 14″ E / 42.1326°N,2.57059°E 42° 11′ 13″ N, 2° 45′ 19″ E / 42.187°N,2.75534°E        |           | Ser River           | Modifica les dades a Wikidata |
|        | riera dels Arcs | Santa Pau Sant Aniol de Finestres                       | curs d'aigua | Desemboca: Ser    | 42° 06′ 51″ N, 2° 35′ 05″ E / 42.114188°N,2.584699°E 42° 08′ 54″ N, 2° 35′ 23″ E / 42.148255°N,2.589741°E |           | Riera dels Arcs     | Modifica les dades a Wikidata |

## edifici
| imatge | Nom                                    | Ubicat a  | instància de | Detalls                                  | coordenades                                                                                            | Protecció                                  | Commons (més fotos)                    | Dades a WD                    |
| ------ | -------------------------------------- | --------- | ------------ | ---------------------------------------- | --- | ------------------------------------------ | -------------------------------------- | ----------------------------- |
|        | Antic Hospital de Santa Pau            | Santa Pau | edifici      | Estil: arquitectura popular              | 42° 08′ 40″ N, 2° 34′ 08″ E / 42.144324°N,2.56881°E 495 msnm                                           | bé integrant del patrimoni cultural català | Antic Hospital de Santa Pau            | Modifica les dades a Wikidata |
|        | Antiga Rectoria                        | Santa Pau | edifici      | Estil: gòtic tardà                       | 42° 08′ 41″ N, 2° 34′ 17″ E / 42.1448°N,2.571452°E 490 msnm                                            | bé integrant del patrimoni cultural català | Antiga Rectoria (Santa Pau)            | Modifica les dades a Wikidata |
|        | Pavelló d'accés a la Fageda d'en Jordà | Santa Pau | edifici      | 1993                                     | 42° 09′ 14″ N, 2° 31′ 04″ E / 42.153905°N,2.517794°E ca:Ctra. GI-524 d'Olot a Santa Pau, km 4 570 msnm | bé integrant del patrimoni cultural català | Pavelló d'accés a la Fageda d'en Jordà | Modifica les dades a Wikidata |
|        | l'Hostelatge                           | Santa Pau | edifici      | Estil: arquitectura popular 16th century | 42° 08′ 29″ N, 2° 35′ 05″ E / 42.141397°N,2.584803°E ca:els Arcs 450 msnm                              | bé integrant del patrimoni cultural català | L'Hostelatge                           | Modifica les dades a Wikidata |

## entitat singular de població
| imatge | Nom               | Ubicat a  | instància de                                                                   | Detalls | coordenades                                                                  | Protecció | Commons (més fotos) | Dades a WD                    |
| ------ | ----------------- | --------- | ------------------------------------------------------------------------------ | ------- | ---------------------------------------------------------------------------- | --------- | ------------------- | ----------------------------- |
|        | Can Blanc         | Santa Pau | entitat singular de població                                                   | 382 hab | 42° 09′ 39″ N, 2° 30′ 44″ E / 42.1608805911874°N,2.51220685893076°E 544 msnm |           |                     | Modifica les dades a Wikidata |
|        | Can Font          | Santa Pau | entitat singular de població                                                   | 25 hab  | 42° 08′ 17″ N, 2° 34′ 09″ E / 42.138091702146°N,2.5692930028468°E 499 msnm   |           |                     | Modifica les dades a Wikidata |
|        | Can Jofre         | Santa Pau | entitat singular de població                                                   | 72 hab  | 42° 09′ 25″ N, 2° 30′ 37″ E / 42.1568826950052°N,2.51031295409218°E 461 msnm |           |                     | Modifica les dades a Wikidata |
|        | Can Potxa         | Santa Pau | entitat singular de població                                                   | 28 hab  | 42° 09′ 26″ N, 2° 30′ 51″ E / 42.1571061991554°N,2.51416046220401°E 550 msnm |           |                     | Modifica les dades a Wikidata |
|        | Can Xel           | Santa Pau | entitat singular de població                                                   | 38 hab  | 42° 08′ 49″ N, 2° 31′ 37″ E / 42.146930952649°N,2.5268745015371°E 619 msnm   |           |                     | Modifica les dades a Wikidata |
|        | Pujolars          | Santa Pau | entitat singular de població                                                   | 21 hab  | 42° 08′ 01″ N, 2° 33′ 52″ E / 42.133570376796°N,2.5644836734666°E 544 msnm   |           |                     | Modifica les dades a Wikidata |
|        | Sant Martí        | Santa Pau | entitat singular de població                                                   | 186 hab | 42° 09′ 25″ N, 2° 34′ 44″ E / 42.15704045535°N,2.5788480400062°E 523 msnm    |           |                     | Modifica les dades a Wikidata |
|        | Sant Miquel Sacot | Santa Pau | entitat singular de població ens local històric de Catalunya                   | 99 hab  | 42° 08′ 25″ N, 2° 31′ 46″ E / 42.1402199355104°N,2.52946458251664°E 625 msnm |           |                     | Modifica les dades a Wikidata |
|        | Santa Llúcia      | Santa Pau | entitat singular de població                                                   | 9 hab   | 42° 08′ 51″ N, 2° 33′ 02″ E / 42.1474284647138°N,2.55053034775714°E 567 msnm |           |                     | Modifica les dades a Wikidata |
|        | Santa Pau         | Santa Pau | entitat singular de població ens local històric de Catalunya capital municipal | 609 hab | 42° 08′ 39″ N, 2° 34′ 16″ E / 42.1443°N,2.57123°E 483 msnm                   |           |                     | Modifica les dades a Wikidata |
|        | el Sallent        | Santa Pau | entitat singular de població ens local històric de Catalunya                   | 57 hab  | 42° 09′ 15″ N, 2° 36′ 52″ E / 42.154147°N,2.614425°E 339 msnm                |           | El Sallent          | Modifica les dades a Wikidata |
|        | els Arcs          | Santa Pau | entitat singular de població                                                   | 69 hab  | 42° 08′ 37″ N, 2° 35′ 02″ E / 42.143726°N,2.583846°E 453 msnm                |           |                     | Modifica les dades a Wikidata |
|        | les Fages         | Santa Pau | entitat singular de població                                                   | 15 hab  | 42° 08′ 07″ N, 2° 32′ 48″ E / 42.1351643685576°N,2.54662396868528°E 566 msnm |           |                     | Modifica les dades a Wikidata |

## església
| imatge | Nom                                 | Ubicat a  | instància de     | Detalls                                                            | coordenades                                                                | Protecció                                  | Commons (més fotos)                | Dades a WD                    |
| ------ | ----------------------------------- | --------- | ---------------- | ------------------------------------------------------------------ | -------------------------------------------------------------------------- | ------------------------------------------ | ---------------------------------- | ----------------------------- |
|        | Ermita de Santa Margarida de Sacot  | Santa Pau | església ermita  | Estil: arquitectura romànica                                       | 42° 08′ 29″ N, 2° 32′ 30″ E / 42.141522°N,2.541779°E 687 msnm              | bé integrant del patrimoni cultural català | Ermita de Santa Margarida de Sacot | Modifica les dades a Wikidata |
|        | Mare de Déu dels Arcs               | Santa Pau | església         | Estil: arquitectura romànica arquitectura neoclàssica 11st century | 42° 08′ 28″ N, 2° 35′ 07″ E / 42.141232°N,2.585258°E ca:Els Arcs 453 msnm  | bé integrant del patrimoni cultural català | Santa Maria dels Arcs              | Modifica les dades a Wikidata |
|        | Sant Abdó i Sant Senen de Santa Pau | Santa Pau | església         | Estil: arquitectura romànica                                       | 42° 10′ 20″ N, 2° 33′ 37″ E / 42.172288°N,2.560149°E                       | bé integrant del patrimoni cultural català |                                    | Modifica les dades a Wikidata |
|        | Sant Julià del Mont                 | Santa Pau | església         | Estil: arquitectura romànica                                       | 42° 10′ 27″ N, 2° 34′ 41″ E / 42.174155°N,2.577994°E                       | bé integrant del patrimoni cultural català | Sant Julià del Mont                | Modifica les dades a Wikidata |
|        | Sant Martí Vell de Santa Pau        | Santa Pau | església         | Estil: arquitectura romànica                                       | 42° 09′ 16″ N, 2° 34′ 44″ E / 42.154512°N,2.578998°E 480 msnm              | bé integrant del patrimoni cultural català | Sant Martí Vell de Santa Pau       | Modifica les dades a Wikidata |
|        | Sant Miquel Sacot                   | Santa Pau | església         |                                                                    | 42° 08′ 21″ N, 2° 31′ 56″ E / 42.139256°N,2.532189°E                       | bé integrant del patrimoni cultural català | Sant Miquel Sacot                  | Modifica les dades a Wikidata |
|        | Sant Roc de Santa Pau               | Santa Pau | església capella | Estil: arquitectura popular                                        | 42° 08′ 40″ N, 2° 34′ 08″ E / 42.144335°N,2.568795°E 488 msnm              | bé integrant del patrimoni cultural català | Sant Roc de Santa Pau              | Modifica les dades a Wikidata |
|        | Sant Vicenç del Sallent             | Santa Pau | església         | Estil: arquitectura romànica arquitectura neoclàssica              | 42° 09′ 16″ N, 2° 36′ 53″ E / 42.15441°N,2.614815°E 339 msnm               | bé integrant del patrimoni cultural català | Sant Vicenç del Sallent            | Modifica les dades a Wikidata |
|        | Santa Llúcia de Treinteres          | Santa Pau | església         | Estil: arquitectura popular                                        | 42° 08′ 50″ N, 2° 33′ 08″ E / 42.147268°N,2.55214°E 582 msnm               | bé integrant del patrimoni cultural català | Santa Llúcia de Treinteres         | Modifica les dades a Wikidata |
|        | església parroquial de Santa Pau    | Santa Pau | església         | Estil: gòtic tardà                                                 | 42° 08′ 39″ N, 2° 34′ 18″ E / 42.144280555556°N,2.5716944444444°E 491 msnm | bé integrant del patrimoni cultural català | Santa Maria de Santa Pau           | Modifica les dades a Wikidata |

## granja
| imatge | Nom                 | Ubicat a  | instància de | Detalls | coordenades                                                         | Protecció | Commons (més fotos) | Dades a WD                    |
| ------ | ------------------- | --------- | ------------ | ------- | ------------------------------------------------------------------- | --------- | ------------------- | ----------------------------- |
|        | Granges del Cros    | Santa Pau | granja       |         | 42° 08′ 08″ N, 2° 32′ 54″ E / 42.1356038222743°N,2.54843589597408°E |           |                     | Modifica les dades a Wikidata |
|        | Granja de Can Badia | Santa Pau | granja       |         | 42° 08′ 06″ N, 2° 36′ 11″ E / 42.1349861728143°N,2.60304892965019°E |           |                     | Modifica les dades a Wikidata |

## llinda
| imatge | Nom                           | Ubicat a  | instància de | Detalls                                  | coordenades                                                                  | Protecció                                  | Commons (més fotos)                   | Dades a WD                    |
| ------ | ----------------------------- | --------- | ------------ | ---------------------------------------- | ---------------------------------------------------------------------------- | ------------------------------------------ | ------------------------------------- | ----------------------------- |
|        | Llinda de Ca l'Ull            | Santa Pau | llinda       | Estil: arquitectura popular              | 42° 08′ 40″ N, 2° 34′ 10″ E / 42.144322222222°N,2.5695472222222°E 483 msnm   | bé integrant del patrimoni cultural català | Llinda de Ca l'Ull                    | Modifica les dades a Wikidata |
|        | Llinda de Cal Sintet (I)      | Santa Pau | llinda       | Estil: arquitectura popular              | 42° 08′ 39″ N, 2° 34′ 11″ E / 42.144071°N,2.569711°E                         | bé integrant del patrimoni cultural català | Llinda de Cal Sintet (I)              | Modifica les dades a Wikidata |
|        | Llinda de Cal Sintet II       | Santa Pau | llinda       | Estil: arquitectura popular              | 42° 08′ 39″ N, 2° 34′ 11″ E / 42.144071°N,2.569711°E                         | bé integrant del patrimoni cultural català | Llinda de Cal Sintet II (Santa Pau)   | Modifica les dades a Wikidata |
|        | Llinda de Can Ballestoles     | Santa Pau | llinda       | Estil: arquitectura popular 18th century | 42° 08′ 40″ N, 2° 34′ 08″ E / 42.144343°N,2.568986°E 488 msnm                | bé integrant del patrimoni cultural català | Llinda de Can Ballestoles (Santa Pau) | Modifica les dades a Wikidata |
|        | Llinda de Can Collell de Mont | Santa Pau | llinda       | Estil: arquitectura popular              | 42° 08′ 50″ N, 2° 32′ 46″ E / 42.14736°N,2.54612°E                           | bé integrant del patrimoni cultural català |                                       | Modifica les dades a Wikidata |
|        | Llinda de Can Lladó           | Santa Pau | llinda       | Estil: arquitectura popular 16th century | 42° 08′ 40″ N, 2° 34′ 19″ E / 42.144531°N,2.571874°E 490 msnm                | bé integrant del patrimoni cultural català | Llinda de Can Lladó                   | Modifica les dades a Wikidata |
|        | Llinda de Can Masdevall       | Santa Pau | llinda       | Estil: arquitectura popular              | 42° 08′ 49″ N, 2° 32′ 59″ E / 42.14688°N,2.54969°E                           | bé integrant del patrimoni cultural català | Llinda de Can Masdevall               | Modifica les dades a Wikidata |
|        | Llinda de Can Mensió          | Santa Pau | llinda       | Estil: arquitectura popular 18th century | 42° 08′ 39″ N, 2° 34′ 16″ E / 42.144157°N,2.571181°E ca:Plaça Major 491 msnm | bé integrant del patrimoni cultural català | Llinda de Can Mensió (Santa Pau)      | Modifica les dades a Wikidata |
|        | Llinda de Can Mià             | Santa Pau | llinda       | Estil: arquitectura popular              | 42° 08′ 39″ N, 2° 34′ 10″ E / 42.144277777778°N,2.5694138888889°E 483 msnm   | bé integrant del patrimoni cultural català | Llinda de Can Mià                     | Modifica les dades a Wikidata |
|        | Llinda de Can Pere Petit      | Santa Pau | llinda       | Estil: arquitectura popular              | 42° 08′ 40″ N, 2° 34′ 10″ E / 42.144377777778°N,2.5694388888889°E 488 msnm   | bé integrant del patrimoni cultural català | Llinda de Can Pere Petit              | Modifica les dades a Wikidata |
|        | Llinda de Can Piu             | Santa Pau | llinda       | Estil: arquitectura popular              | 42° 08′ 41″ N, 2° 34′ 17″ E / 42.144586111111°N,2.5714305555556°E 491 msnm   | bé integrant del patrimoni cultural català | Llinda de Can Piu                     | Modifica les dades a Wikidata |
|        | Llinda de Can Plana de Munt   | Santa Pau | llinda       | Estil: arquitectura popular              | 42° 08′ 08″ N, 2° 35′ 17″ E / 42.135681°N,2.587989°E                         | bé integrant del patrimoni cultural català |                                       | Modifica les dades a Wikidata |
|        | Llinda de Can Puet            | Santa Pau | llinda       | Estil: arquitectura popular              | 42° 08′ 43″ N, 2° 34′ 12″ E / 42.145361111111°N,2.5700194444444°E 492 msnm   | bé integrant del patrimoni cultural català | Llinda de Can Puet                    | Modifica les dades a Wikidata |
|        | Llinda de Can Rafelic         | Santa Pau | llinda       | Estil: arquitectura popular              | 42° 08′ 40″ N, 2° 34′ 09″ E / 42.144413888889°N,2.5690944444444°E 488 msnm   | bé integrant del patrimoni cultural català | Llinda de Can Rafelic                 | Modifica les dades a Wikidata |

## masia
| imatge | Nom                                | Ubicat a  | instància de     | Detalls                                             | coordenades                                                                                              | Protecció                                  | Commons (més fotos)              | Dades a WD                    |
| ------ | ---------------------------------- | --------- | ---------------- | --------------------------------------------------- | --- | ------------------------------------------ | -------------------------------- | ----------------------------- |
|        | Bassols                            | Santa Pau | masia            | Estil: arquitectura popular 18th century            | 42° 08′ 09″ N, 2° 32′ 26″ E / 42.13593611°N,2.540475°E 653 msnm                                          | bé integrant del patrimoni cultural català |                                  | Modifica les dades a Wikidata |
|        | Bonavista                          | Santa Pau | masia            |                                                     | 42° 08′ 53″ N, 2° 35′ 40″ E / 42.1479885991125°N,2.5945078652063°E                                       |                                            |                                  | Modifica les dades a Wikidata |
|        | Bonolla                            | Santa Pau | masia            |                                                     | 42° 08′ 23″ N, 2° 35′ 56″ E / 42.1397541323089°N,2.59889263912448°E                                      |                                            |                                  | Modifica les dades a Wikidata |
|        | Bosquet de Baix                    | Santa Pau | masia            |                                                     | 42° 09′ 50″ N, 2° 33′ 29″ E / 42.1637507259577°N,2.55817463763981°E                                      |                                            |                                  | Modifica les dades a Wikidata |
|        | Boïgues                            | Santa Pau | masia            |                                                     | 42° 09′ 00″ N, 2° 33′ 59″ E / 42.15004167°N,2.56638333°E 485 msnm                                        |                                            |                                  | Modifica les dades a Wikidata |
|        | Buc                                | Santa Pau | masia            |                                                     | 42° 09′ 49″ N, 2° 32′ 55″ E / 42.1635697338476°N,2.54869710253447°E                                      |                                            |                                  | Modifica les dades a Wikidata |
|        | Ca l'Ambrós                        | Santa Pau | masia            |                                                     | 42° 09′ 47″ N, 2° 33′ 56″ E / 42.1629858343442°N,2.5654191261552°E                                       |                                            |                                  | Modifica les dades a Wikidata |
|        | Ca l'Aulet                         | Santa Pau | masia            | Estil: arquitectura popular                         | 42° 09′ 46″ N, 2° 34′ 08″ E / 42.1629°N,2.56895°E 518 msnm                                               | bé integrant del patrimoni cultural català |                                  | Modifica les dades a Wikidata |
|        | Ca l'Avellana                      | Santa Pau | masia            |                                                     | 42° 09′ 03″ N, 2° 35′ 29″ E / 42.1509586176117°N,2.59137835014715°E 412 msnm                             |                                            | Ca l'Avellana (Santa Pau)        | Modifica les dades a Wikidata |
|        | Ca l'Ermità                        | Santa Pau | masia            |                                                     | 42° 09′ 07″ N, 2° 30′ 48″ E / 42.1519061917252°N,2.51337719329863°E                                      |                                            |                                  | Modifica les dades a Wikidata |
|        | Ca l'Oix                           | Santa Pau | masia            |                                                     | 42° 09′ 16″ N, 2° 33′ 48″ E / 42.1545302006746°N,2.56340719180921°E                                      |                                            |                                  | Modifica les dades a Wikidata |
|        | Ca n'Eixart                        | Santa Pau | masia            |                                                     | 42° 07′ 52″ N, 2° 33′ 50″ E / 42.1310886297615°N,2.56396749590204°E                                      |                                            |                                  | Modifica les dades a Wikidata |
|        | Cadebosc                           | Santa Pau | masia            |                                                     | 42° 08′ 59″ N, 2° 30′ 14″ E / 42.1496134025919°N,2.50376070937223°E                                      |                                            |                                  | Modifica les dades a Wikidata |
|        | Cal Cinto                          | Santa Pau | masia            |                                                     | 42° 08′ 28″ N, 2° 31′ 47″ E / 42.1411121886013°N,2.52961529535243°E                                      |                                            |                                  | Modifica les dades a Wikidata |
|        | Cal Grill                          | Santa Pau | masia            |                                                     | 42° 08′ 22″ N, 2° 31′ 50″ E / 42.1394053325262°N,2.5306807266473°E                                       |                                            |                                  | Modifica les dades a Wikidata |
|        | Cal Gueny                          | Santa Pau | masia            |                                                     | 42° 09′ 22″ N, 2° 31′ 44″ E / 42.1560234083471°N,2.52879073392043°E                                      |                                            |                                  | Modifica les dades a Wikidata |
|        | Cal Sastre                         | Santa Pau | masia            |                                                     | 42° 08′ 41″ N, 2° 31′ 15″ E / 42.1446063884007°N,2.52083959668853°E                                      |                                            |                                  | Modifica les dades a Wikidata |
|        | Cal Sec                            | Santa Pau | masia            |                                                     | 42° 09′ 14″ N, 2° 30′ 06″ E / 42.1540172578271°N,2.50162022784044°E                                      |                                            |                                  | Modifica les dades a Wikidata |
|        | Camp-rodon                         | Santa Pau | masia            |                                                     | 42° 08′ 34″ N, 2° 34′ 40″ E / 42.1427588025556°N,2.57784078089476°E                                      |                                            |                                  | Modifica les dades a Wikidata |
|        | Can Bac                            | Santa Pau | masia            |                                                     | 42° 08′ 34″ N, 2° 29′ 49″ E / 42.1426578342427°N,2.49695333778085°E                                      |                                            |                                  | Modifica les dades a Wikidata |
|        | Can Badia                          | Santa Pau | masia            | Estil: arquitectura popular 17th century            | 42° 08′ 04″ N, 2° 36′ 16″ E / 42.13437778°N,2.604425°E ca:El Sallent 503 msnm                            | bé integrant del patrimoni cultural català | Can Badia (Santa Pau)            | Modifica les dades a Wikidata |
|        | Can Basseia                        | Santa Pau | masia            |                                                     | 42° 09′ 08″ N, 2° 31′ 14″ E / 42.1522513186464°N,2.52047934899395°E                                      |                                            |                                  | Modifica les dades a Wikidata |
|        | Can Bastans                        | Santa Pau | masia            |                                                     | 42° 08′ 58″ N, 2° 31′ 44″ E / 42.1495296961965°N,2.52876628058433°E                                      |                                            |                                  | Modifica les dades a Wikidata |
|        | Can Bastons                        | Santa Pau | masia            |                                                     | 42° 09′ 11″ N, 2° 29′ 56″ E / 42.1530596516688°N,2.49888019455402°E                                      |                                            |                                  | Modifica les dades a Wikidata |
|        | Can Batet                          | Santa Pau | masia            |                                                     | 42° 09′ 11″ N, 2° 30′ 33″ E / 42.1530684630861°N,2.50925302148758°E                                      |                                            |                                  | Modifica les dades a Wikidata |
|        | Can Batlle                         | Santa Pau | masia            | Estil: arquitectura popular                         | 42° 08′ 17″ N, 2° 31′ 51″ E / 42.138°N,2.53085°E 660 msnm                                                | bé integrant del patrimoni cultural català | Can Batlle (Santa Pau)           | Modifica les dades a Wikidata |
|        | Can Batlle                         | Santa Pau | masia            | Estil: arquitectura popular                         | 42° 09′ 22″ N, 2° 36′ 31″ E / 42.156238888889°N,2.6085444444444°E 355 msnm                               | bé integrant del patrimoni cultural català | Casal de Can Batlle              | Modifica les dades a Wikidata |
|        | Can Bellapart                      | Santa Pau | masia            | Estil: arquitectura popular Anomenat per: Bellapart | 42° 09′ 58″ N, 2° 33′ 56″ E / 42.166066°N,2.565472°E                                                     | bé integrant del patrimoni cultural català |                                  | Modifica les dades a Wikidata |
|        | Can Benet                          | Santa Pau | masia            |                                                     | 42° 09′ 08″ N, 2° 30′ 01″ E / 42.1521735930645°N,2.50015805770512°E                                      |                                            |                                  | Modifica les dades a Wikidata |
|        | Can Biel                           | Santa Pau | masia            |                                                     | 42° 09′ 12″ N, 2° 35′ 46″ E / 42.1533262062571°N,2.59615622360141°E                                      |                                            |                                  | Modifica les dades a Wikidata |
|        | Can Boigues de Vivó                | Santa Pau | masia            | Estil: arquitectura popular                         | 42° 09′ 02″ N, 2° 34′ 00″ E / 42.150449°N,2.56665°E                                                      | bé integrant del patrimoni cultural català |                                  | Modifica les dades a Wikidata |
|        | Can Bora                           | Santa Pau | masia            |                                                     | 42° 08′ 55″ N, 2° 29′ 48″ E / 42.1485643963366°N,2.49657979729981°E                                      |                                            |                                  | Modifica les dades a Wikidata |
|        | Can Bordó                          | Santa Pau | masia            |                                                     | 42° 09′ 45″ N, 2° 34′ 38″ E / 42.1623719937965°N,2.57709304284783°E                                      |                                            |                                  | Modifica les dades a Wikidata |
|        | Can Borrec                         | Santa Pau | masia            |                                                     | 42° 08′ 05″ N, 2° 34′ 16″ E / 42.1346187230483°N,2.57102191516301°E                                      |                                            |                                  | Modifica les dades a Wikidata |
|        | Can Bosquet Vell                   | Santa Pau | masia            |                                                     | 42° 10′ 02″ N, 2° 33′ 22″ E / 42.1672638536502°N,2.55600735149684°E                                      |                                            |                                  | Modifica les dades a Wikidata |
|        | Can Bosquets de Dalt               | Santa Pau | masia            | Estil: arquitectura popular                         | 42° 09′ 50″ N, 2° 33′ 28″ E / 42.163799°N,2.557782°E                                                     | bé integrant del patrimoni cultural català |                                  | Modifica les dades a Wikidata |
|        | Can Bucs                           | Santa Pau | masia            | Estil: arquitectura popular                         | 41° 43′ 55″ N, 2° 50′ 09″ E / 41.73198452610904°N,2.8358385454813786°E                                   | bé integrant del patrimoni cultural català |                                  | Modifica les dades a Wikidata |
|        | Can Bulí                           | Santa Pau | masia            |                                                     | 42° 09′ 05″ N, 2° 31′ 29″ E / 42.1513776402865°N,2.52479475791943°E                                      |                                            |                                  | Modifica les dades a Wikidata |
|        | Can Cellers                        | Santa Pau | masia            |                                                     | 42° 10′ 44″ N, 2° 36′ 02″ E / 42.1790190260452°N,2.60061830301419°E                                      |                                            |                                  | Modifica les dades a Wikidata |
|        | Can Clavell                        | Santa Pau | masia            |                                                     | 42° 08′ 30″ N, 2° 33′ 06″ E / 42.1416503437266°N,2.55155144276286°E                                      |                                            |                                  | Modifica les dades a Wikidata |
|        | Can Coll                           | Santa Pau | masia            | Estil: arquitectura popular                         | 42° 08′ 04″ N, 2° 33′ 48″ E / 42.134431°N,2.563472°E                                                     | bé integrant del patrimoni cultural català |                                  | Modifica les dades a Wikidata |
|        | Can Collellmir                     | Santa Pau | masia            | Estil: arquitectura popular                         | 42° 08′ 19″ N, 2° 33′ 08″ E / 42.138652°N,2.552348°E                                                     | bé integrant del patrimoni cultural català |                                  | Modifica les dades a Wikidata |
|        | Can Conill                         | Santa Pau | masia            |                                                     | 42° 08′ 17″ N, 2° 34′ 47″ E / 42.1379206612394°N,2.57983325591579°E                                      |                                            |                                  | Modifica les dades a Wikidata |
|        | Can Creuet                         | Santa Pau | masia            |                                                     | 42° 09′ 03″ N, 2° 35′ 19″ E / 42.1508676573498°N,2.5886072737636°E                                       |                                            |                                  | Modifica les dades a Wikidata |
|        | Can Devesa                         | Santa Pau | masia            |                                                     | 42° 08′ 53″ N, 2° 30′ 01″ E / 42.1481037901159°N,2.50040792624585°E                                      |                                            |                                  | Modifica les dades a Wikidata |
|        | Can Falet                          | Santa Pau | masia            |                                                     | 42° 08′ 47″ N, 2° 30′ 59″ E / 42.1463619594997°N,2.51638475720194°E                                      |                                            |                                  | Modifica les dades a Wikidata |
|        | Can Feixes                         | Santa Pau | masia            | Estil: arquitectura popular                         | 42° 08′ 04″ N, 2° 33′ 48″ E / 42.134431°N,2.563472°E                                                     | bé integrant del patrimoni cultural català |                                  | Modifica les dades a Wikidata |
|        | Can Font                           | Santa Pau | masia            | Estil: arquitectura popular                         | 42° 08′ 17″ N, 2° 34′ 16″ E / 42.138112°N,2.571146°E 494 msnm                                            | bé integrant del patrimoni cultural català | Can Font (Santa Pau)             | Modifica les dades a Wikidata |
|        | Can Formiga                        | Santa Pau | masia            |                                                     | 42° 09′ 08″ N, 2° 35′ 55″ E / 42.1520920565974°N,2.59864529877908°E 398 msnm                             |                                            | Can Formiga (Santa Pau)          | Modifica les dades a Wikidata |
|        | Can Fortet                         | Santa Pau | masia            |                                                     | 42° 09′ 28″ N, 2° 30′ 17″ E / 42.1577770500654°N,2.50465319770212°E                                      |                                            |                                  | Modifica les dades a Wikidata |
|        | Can Gil                            | Santa Pau | masia            |                                                     | 42° 07′ 53″ N, 2° 32′ 57″ E / 42.1314452999613°N,2.54905831637973°E                                      |                                            |                                  | Modifica les dades a Wikidata |
|        | Can Gordi                          | Santa Pau | masia            |                                                     | 42° 08′ 13″ N, 2° 35′ 01″ E / 42.1368359737263°N,2.58370053392814°E                                      |                                            |                                  | Modifica les dades a Wikidata |
|        | Can Jan Magre                      | Santa Pau | masia            | Estil: arquitectura popular                         | 42° 08′ 19″ N, 2° 34′ 13″ E / 42.138673°N,2.570148°E                                                     | bé integrant del patrimoni cultural català |                                  | Modifica les dades a Wikidata |
|        | Can Jan Petit                      | Santa Pau | masia            |                                                     | 42° 08′ 20″ N, 2° 35′ 04″ E / 42.1389730342899°N,2.58440049897967°E                                      |                                            |                                  | Modifica les dades a Wikidata |
|        | Can Jordà                          | Santa Pau | masia            | Estil: arquitectura popular 17th century            | 42° 08′ 40″ N, 2° 30′ 39″ E / 42.144389°N,2.510796°E ca:Fageda d'en Jordà 555 msnm                       | bé integrant del patrimoni cultural català | Can Jordà (Santa Pau)            | Modifica les dades a Wikidata |
|        | Can Llúcia                         | Santa Pau | masia            | Estil: arquitectura popular                         | 42° 08′ 50″ N, 2° 33′ 05″ E / 42.14718°N,2.551282°E 575 msnm                                             | bé integrant del patrimoni cultural català | Can Llúcia                       | Modifica les dades a Wikidata |
|        | Can Mainou                         | Santa Pau | masia            | Estil: arquitectura popular                         | 42° 09′ 08″ N, 2° 36′ 50″ E / 42.152347°N,2.613823°E                                                     | bé integrant del patrimoni cultural català |                                  | Modifica les dades a Wikidata |
|        | Can Malla                          | Santa Pau | masia            |                                                     | 42° 09′ 05″ N, 2° 30′ 04″ E / 42.1513397148922°N,2.50101185661624°E                                      |                                            |                                  | Modifica les dades a Wikidata |
|        | Can Neres                          | Santa Pau | masia            | Estil: arquitectura popular                         | 42° 08′ 41″ N, 2° 34′ 28″ E / 42.144664°N,2.57433°E                                                      | bé integrant del patrimoni cultural català |                                  | Modifica les dades a Wikidata |
|        | Can Noïc                           | Santa Pau | masia            |                                                     | 42° 08′ 13″ N, 2° 31′ 50″ E / 42.1370094498598°N,2.53063791417439°E                                      |                                            |                                  | Modifica les dades a Wikidata |
|        | Can Pa Blanc                       | Santa Pau | masia            |                                                     | 42° 07′ 49″ N, 2° 32′ 59″ E / 42.130151165424°N,2.54976925927037°E                                       |                                            |                                  | Modifica les dades a Wikidata |
|        | Can Palleu                         | Santa Pau | masia            |                                                     | 42° 08′ 51″ N, 2° 30′ 43″ E / 42.1475945381886°N,2.51182476460569°E 572 msnm                             |                                            | Can Palleu                       | Modifica les dades a Wikidata |
|        | Can Passavent                      | Santa Pau | masia            |                                                     | 42° 09′ 21″ N, 2° 32′ 28″ E / 42.1559197648852°N,2.54099261568336°E                                      |                                            |                                  | Modifica les dades a Wikidata |
|        | Can Patxet                         | Santa Pau | masia            |                                                     | 42° 09′ 03″ N, 2° 35′ 05″ E / 42.1507366682108°N,2.58474716942299°E                                      |                                            |                                  | Modifica les dades a Wikidata |
|        | Can Païssa                         | Santa Pau | masia            |                                                     | 42° 09′ 11″ N, 2° 30′ 14″ E / 42.153138032842°N,2.5038313762421°E                                        |                                            |                                  | Modifica les dades a Wikidata |
|        | Can Pendís                         | Santa Pau | masia            |                                                     | 42° 08′ 55″ N, 2° 35′ 23″ E / 42.1487462677286°N,2.58975868459558°E                                      |                                            |                                  | Modifica les dades a Wikidata |
|        | Can Pitxac                         | Santa Pau | masia            |                                                     | 42° 08′ 32″ N, 2° 34′ 16″ E / 42.142319156954°N,2.57100624418526°E                                       |                                            |                                  | Modifica les dades a Wikidata |
|        | Can Plana de Vall                  | Santa Pau | masia            | Estil: arquitectura popular                         | 42° 08′ 20″ N, 2° 35′ 17″ E / 42.139018°N,2.588068°E                                                     | bé integrant del patrimoni cultural català |                                  | Modifica les dades a Wikidata |
|        | Can Polier                         | Santa Pau | masia            |                                                     | 42° 08′ 34″ N, 2° 34′ 22″ E / 42.1428390572187°N,2.57275749451558°E                                      |                                            |                                  | Modifica les dades a Wikidata |
|        | Can Potuí                          | Santa Pau | masia            |                                                     | 42° 08′ 56″ N, 2° 35′ 08″ E / 42.1489834357933°N,2.58558163005668°E                                      |                                            |                                  | Modifica les dades a Wikidata |
|        | Can Prat de Vall                   | Santa Pau | masia            | Estil: arquitectura eclèctica                       | 42° 08′ 43″ N, 2° 35′ 17″ E / 42.14532°N,2.58816°E ca:Els Arcs 427 msnm                                  | bé integrant del patrimoni cultural català | Can Prat de Vall                 | Modifica les dades a Wikidata |
|        | Can Prat de la Plaça               | Santa Pau | masia            | Estil: arquitectura popular                         | 42° 08′ 17″ N, 2° 31′ 26″ E / 42.138106°N,2.523967°E 568 msnm                                            | bé integrant del patrimoni cultural català | Can Prat de la Plaça (Santa Pau) | Modifica les dades a Wikidata |
|        | Can Rafelic                        | Santa Pau | masia            |                                                     | 42° 09′ 01″ N, 2° 30′ 01″ E / 42.1502651989388°N,2.50037882679395°E                                      |                                            |                                  | Modifica les dades a Wikidata |
|        | Can Riera                          | Santa Pau | masia            |                                                     | 42° 09′ 12″ N, 2° 35′ 32″ E / 42.1532488193015°N,2.59210194949092°E                                      |                                            |                                  | Modifica les dades a Wikidata |
|        | Can Rosta                          | Santa Pau | masia            |                                                     | 42° 09′ 15″ N, 2° 33′ 27″ E / 42.1541567054024°N,2.55759986426563°E                                      |                                            |                                  | Modifica les dades a Wikidata |
|        | Can Roure                          | Santa Pau | masia            | Estil: arquitectura popular                         | 42° 08′ 40″ N, 2° 30′ 07″ E / 42.144459°N,2.501894°E                                                     | bé integrant del patrimoni cultural català |                                  | Modifica les dades a Wikidata |
|        | Can Sala                           | Santa Pau | masia            | Estil: arquitectura popular                         | 42° 09′ 16″ N, 2° 34′ 50″ E / 42.154409°N,2.580458°E 461 msnm                                            | bé integrant del patrimoni cultural català | Can Sala (Santa Pau)             | Modifica les dades a Wikidata |
|        | Can Samala                         | Santa Pau | masia            |                                                     | 42° 08′ 47″ N, 2° 30′ 21″ E / 42.1464064800603°N,2.50569794449319°E 548 msnm                             |                                            | Can Samala                       | Modifica les dades a Wikidata |
|        | Can Santa                          | Santa Pau | masia            |                                                     | 42° 08′ 36″ N, 2° 32′ 25″ E / 42.143254124948°N,2.54033379579282°E                                       |                                            |                                  | Modifica les dades a Wikidata |
|        | Can Sargantana                     | Santa Pau | masia            |                                                     | 42° 09′ 10″ N, 2° 31′ 28″ E / 42.1527366113564°N,2.52455462259861°E                                      |                                            |                                  | Modifica les dades a Wikidata |
|        | Can Serra                          | Santa Pau | masia            |                                                     | 42° 09′ 11″ N, 2° 31′ 02″ E / 42.1529848663813°N,2.51714528982721°E                                      |                                            |                                  | Modifica les dades a Wikidata |
|        | Can Sidric                         | Santa Pau | masia            | Estil: arquitectura popular                         | 42° 09′ 11″ N, 2° 34′ 14″ E / 42.152941°N,2.570637°E 458 msnm                                            | bé integrant del patrimoni cultural català | Can Sidric                       | Modifica les dades a Wikidata |
|        | Can So                             | Santa Pau | masia            |                                                     | 42° 08′ 38″ N, 2° 29′ 54″ E / 42.1439338398178°N,2.4983470673392°E                                       |                                            |                                  | Modifica les dades a Wikidata |
|        | Can Talaia                         | Santa Pau | masia            |                                                     | 42° 08′ 28″ N, 2° 36′ 44″ E / 42.1412318039707°N,2.61217075122856°E                                      |                                            |                                  | Modifica les dades a Wikidata |
|        | Can Tallamasses                    | Santa Pau | masia            |                                                     | 42° 09′ 36″ N, 2° 30′ 43″ E / 42.1598982584438°N,2.51205703843197°E                                      |                                            |                                  | Modifica les dades a Wikidata |
|        | Can Teixidor                       | Santa Pau | masia            |                                                     | 42° 08′ 57″ N, 2° 35′ 05″ E / 42.149034°N,2.584615°E 428 msnm                                            |                                            | Can Teixidor (Santa Pau)         | Modifica les dades a Wikidata |
|        | Can Terme                          | Santa Pau | masia            |                                                     | 42° 08′ 55″ N, 2° 30′ 00″ E / 42.1485257057944°N,2.50008993420174°E                                      |                                            |                                  | Modifica les dades a Wikidata |
|        | Can Toca                           | Santa Pau | masia            |                                                     | 42° 09′ 30″ N, 2° 30′ 23″ E / 42.1584691287781°N,2.50641509500258°E                                      |                                            |                                  | Modifica les dades a Wikidata |
|        | Can Torrents                       | Santa Pau | masia            | Estil: arquitectura popular                         | 42° 08′ 17″ N, 2° 32′ 05″ E / 42.138089°N,2.534739°E                                                     | bé integrant del patrimoni cultural català |                                  | Modifica les dades a Wikidata |
|        | Can Ventura                        | Santa Pau | masia            |                                                     | 42° 09′ 47″ N, 2° 33′ 53″ E / 42.1630371636546°N,2.56470454210784°E                                      |                                            |                                  | Modifica les dades a Wikidata |
|        | Can Vergés                         | Santa Pau | masia            | Estil: arquitectura popular                         | | bé integrant del patrimoni cultural català |                                  | Modifica les dades a Wikidata |
|        | Can Vidal                          | Santa Pau | masia            |                                                     | 42° 08′ 26″ N, 2° 30′ 10″ E / 42.140478°N,2.502645°E 557 msnm                                            |                                            | Can Vidal (Santa Pau)            | Modifica les dades a Wikidata |
|        | Can Vila                           | Santa Pau | masia            | Estil: arquitectura popular                         | 42° 08′ 46″ N, 2° 32′ 33″ E / 42.146199°N,2.542442°E 667 msnm                                            | bé integrant del patrimoni cultural català | Can Vila (Santa Pau)             | Modifica les dades a Wikidata |
|        | Can Xel                            | Santa Pau | masia            |                                                     | 42° 08′ 57″ N, 2° 31′ 54″ E / 42.1490370484414°N,2.53162623463247°E                                      |                                            |                                  | Modifica les dades a Wikidata |
|        | Can Xibeca                         | Santa Pau | masia            |                                                     | 42° 08′ 03″ N, 2° 32′ 57″ E / 42.1341296643642°N,2.54917237585423°E                                      |                                            |                                  | Modifica les dades a Wikidata |
|        | Cantallops                         | Santa Pau | masia            |                                                     | 42° 09′ 12″ N, 2° 33′ 01″ E / 42.1532911384803°N,2.55040414256559°E                                      |                                            |                                  | Modifica les dades a Wikidata |
|        | Casa Nova de Can Creuet            | Santa Pau | masia            |                                                     | 42° 09′ 02″ N, 2° 35′ 27″ E / 42.1504430210236°N,2.59075229765908°E                                      |                                            |                                  | Modifica les dades a Wikidata |
|        | Casa dels masovers de la Torroella | Santa Pau | masia            | Estil: arquitectura popular                         | 42° 09′ 26″ N, 2° 37′ 28″ E / 42.157327°N,2.624503°E                                                     | bé integrant del patrimoni cultural català |                                  | Modifica les dades a Wikidata |
|        | Caselles                           | Santa Pau | masia            |                                                     | 42° 08′ 47″ N, 2° 32′ 32″ E / 42.1463059450411°N,2.54224811067897°E                                      |                                            |                                  | Modifica les dades a Wikidata |
|        | Casot de Bassols                   | Santa Pau | masia            |                                                     | 42° 08′ 14″ N, 2° 32′ 32″ E / 42.1370920192604°N,2.54215716383666°E                                      |                                            |                                  | Modifica les dades a Wikidata |
|        | Codinac                            | Santa Pau | masia            |                                                     | 42° 10′ 50″ N, 2° 35′ 40″ E / 42.180512973025°N,2.5944338289587°E                                        |                                            |                                  | Modifica les dades a Wikidata |
|        | Collell d'Avall                    | Santa Pau | masia            |                                                     | 42° 08′ 51″ N, 2° 33′ 03″ E / 42.1475922815153°N,2.55096488592347°E                                      |                                            |                                  | Modifica les dades a Wikidata |
|        | Corbs                              | Santa Pau | masia            |                                                     | 42° 08′ 52″ N, 2° 36′ 34″ E / 42.1477791040675°N,2.60940767320345°E                                      |                                            |                                  | Modifica les dades a Wikidata |
|        | Cugulera                           | Santa Pau | masia            |                                                     | 42° 11′ 16″ N, 2° 35′ 27″ E / 42.187704923006°N,2.5907547892344°E                                        |                                            |                                  | Modifica les dades a Wikidata |
|        | Esparregueres                      | Santa Pau | masia            | Estil: arquitectura popular 17th century            | 42° 08′ 34″ N, 2° 36′ 01″ E / 42.142821°N,2.60029°E 393 msnm                                             | bé integrant del patrimoni cultural català |                                  | Modifica les dades a Wikidata |
|        | Finestres                          | Santa Pau | masia            |                                                     | 42° 08′ 19″ N, 2° 31′ 53″ E / 42.1385168891349°N,2.5314617486888°E                                       |                                            |                                  | Modifica les dades a Wikidata |
|        | Gasparic                           | Santa Pau | masia            |                                                     | 42° 09′ 12″ N, 2° 36′ 06″ E / 42.1534537009294°N,2.60171106605031°E                                      |                                            |                                  | Modifica les dades a Wikidata |
|        | Grevoleda                          | Santa Pau | masia            |                                                     | 42° 08′ 10″ N, 2° 32′ 41″ E / 42.135985750081°N,2.54480303759681°E                                       |                                            |                                  | Modifica les dades a Wikidata |
|        | Lledó                              | Santa Pau | masia            |                                                     | 42° 09′ 54″ N, 2° 34′ 09″ E / 42.1650709939038°N,2.56904877036°E                                         |                                            |                                  | Modifica les dades a Wikidata |
|        | Lloet                              | Santa Pau | masia            |                                                     | 42° 09′ 39″ N, 2° 35′ 40″ E / 42.1609126222237°N,2.594461673222°E                                        |                                            |                                  | Modifica les dades a Wikidata |
|        | Madró                              | Santa Pau | masia            |                                                     | 42° 07′ 43″ N, 2° 33′ 09″ E / 42.1285587134458°N,2.55250282697746°E                                      |                                            |                                  | Modifica les dades a Wikidata |
|        | Mainau                             | Santa Pau | masia            |                                                     | 42° 09′ 09″ N, 2° 36′ 50″ E / 42.1524777022237°N,2.61391764871565°E                                      |                                            |                                  | Modifica les dades a Wikidata |
|        | Martinyà                           | Santa Pau | masia            | Estil: arquitectura popular                         | 42° 09′ 13″ N, 2° 32′ 52″ E / 42.153592°N,2.547678°E                                                     | bé integrant del patrimoni cultural català |                                  | Modifica les dades a Wikidata |
|        | Mas Pedreguet                      | Santa Pau | masia            | Estil: arquitectura popular                         | 42° 08′ 40″ N, 2° 34′ 02″ E / 42.144527°N,2.567204°E                                                     | bé integrant del patrimoni cultural català |                                  | Modifica les dades a Wikidata |
|        | Mas Puigmolí                       | Santa Pau | masia            |                                                     | 42° 08′ 34″ N, 2° 36′ 51″ E / 42.142754113605°N,2.6140375647288°E                                        |                                            |                                  | Modifica les dades a Wikidata |
|        | Mas Pujolars                       | Santa Pau | masia            | Estil: arquitectura popular                         | 42° 08′ 10″ N, 2° 33′ 47″ E / 42.136169444444°N,2.5631805555556°E 544 msnm                               | bé integrant del patrimoni cultural català | Mas Pujolars                     | Modifica les dades a Wikidata |
|        | Mas d'Avall                        | Santa Pau | masia            |                                                     | 42° 08′ 48″ N, 2° 33′ 00″ E / 42.1467504408638°N,2.54988160716105°E                                      |                                            |                                  | Modifica les dades a Wikidata |
|        | Mas de les Forques                 | Santa Pau | masia            | Estil: arquitectura popular                         | 42° 09′ 03″ N, 2° 32′ 36″ E / 42.150805555556°N,2.5432972222222°E 620 msnm                               | bé integrant del patrimoni cultural català | Mas de les Forques (Santa Pau)   | Modifica les dades a Wikidata |
|        | Mel-i-trau                         | Santa Pau | masia            |                                                     | 42° 08′ 22″ N, 2° 34′ 31″ E / 42.1395073272158°N,2.57535743890636°E                                      |                                            |                                  | Modifica les dades a Wikidata |
|        | Plana de Mont                      | Santa Pau | masia            | Estil: arquitectura popular 17th century            | 42° 08′ 08″ N, 2° 35′ 17″ E / 42.13569°N,2.588011°E 42° 08′ 37″ N, 2° 35′ 02″ E / 42.143726°N,2.583846°E | bé integrant del patrimoni cultural català | Mas Planademont                  | Modifica les dades a Wikidata |
|        | Planissars                         | Santa Pau | masia            |                                                     | 42° 08′ 42″ N, 2° 30′ 06″ E / 42.1451284564362°N,2.50173835914334°E                                      |                                            |                                  | Modifica les dades a Wikidata |
|        | Plansamata                         | Santa Pau | masia            |                                                     | 42° 08′ 35″ N, 2° 36′ 28″ E / 42.1430267107207°N,2.60764581305415°E                                      |                                            |                                  | Modifica les dades a Wikidata |
|        | Pruant                             | Santa Pau | masia            |                                                     | 42° 10′ 14″ N, 2° 36′ 20″ E / 42.1706513657916°N,2.60561064255733°E                                      |                                            |                                  | Modifica les dades a Wikidata |
|        | Reixac                             | Santa Pau | masia            |                                                     | 42° 09′ 17″ N, 2° 35′ 55″ E / 42.1546769220389°N,2.59865317527925°E                                      |                                            |                                  | Modifica les dades a Wikidata |
|        | Rifago                             | Santa Pau | masia            |                                                     | 42° 09′ 02″ N, 2° 34′ 22″ E / 42.1506840758444°N,2.57287418735499°E                                      |                                            |                                  | Modifica les dades a Wikidata |
|        | Serra Grivera                      | Santa Pau | masia            |                                                     | 42° 10′ 13″ N, 2° 36′ 47″ E / 42.1703798422278°N,2.61315501968391°E                                      |                                            |                                  | Modifica les dades a Wikidata |
|        | Torroella de Santa Pau             | Santa Pau | masia            | Estil: arquitectura gòtica                          | 42° 08′ 49″ N, 2° 34′ 38″ E / 42.147066666667°N,2.5773027777778°E 455 msnm                               | bé integrant del patrimoni cultural català | Torroella de Santa Pau           | Modifica les dades a Wikidata |
|        | Ventós                             | Santa Pau | masia            | Estil: arquitectura popular 17th century            | 42° 09′ 51″ N, 2° 33′ 57″ E / 42.164055°N,2.565879°E 518 msnm                                            | bé integrant del patrimoni cultural català |                                  | Modifica les dades a Wikidata |
|        | Viladecàs                          | Santa Pau | masia            |                                                     | 42° 09′ 32″ N, 2° 34′ 35″ E / 42.1589198177603°N,2.57635342431901°E                                      |                                            |                                  | Modifica les dades a Wikidata |
|        | el Bac                             | Santa Pau | masia            |                                                     | 42° 09′ 54″ N, 2° 33′ 00″ E / 42.1650789404969°N,2.55000593330471°E                                      |                                            |                                  | Modifica les dades a Wikidata |
|        | el Campells                        | Santa Pau | masia            |                                                     | 42° 09′ 40″ N, 2° 34′ 09″ E / 42.161199165212°N,2.56929294011557°E                                       |                                            |                                  | Modifica les dades a Wikidata |
|        | el Camó                            | Santa Pau | masia            | Estil: arquitectura popular                         | 42° 09′ 46″ N, 2° 33′ 47″ E / 42.162671°N,2.562965°E                                                     | bé integrant del patrimoni cultural català |                                  | Modifica les dades a Wikidata |
|        | el Cargol                          | Santa Pau | masia            |                                                     | 42° 07′ 52″ N, 2° 34′ 59″ E / 42.1311683823701°N,2.58299957443544°E                                      |                                            |                                  | Modifica les dades a Wikidata |
|        | el Carrer                          | Santa Pau | masia            | Estil: arquitectura popular 17th century            | 42° 08′ 00″ N, 2° 35′ 18″ E / 42.133332°N,2.588425°E els Arcs                                            | bé integrant del patrimoni cultural català | Mas el Carrer                    | Modifica les dades a Wikidata |
|        | el Castellot                       | Santa Pau | masia            |                                                     | 42° 09′ 19″ N, 2° 33′ 54″ E / 42.1553829863271°N,2.56503539492452°E                                      |                                            |                                  | Modifica les dades a Wikidata |
|        | el Cros                            | Santa Pau | masia            |                                                     | 42° 08′ 07″ N, 2° 33′ 08″ E / 42.1352041447072°N,2.55216563862373°E                                      |                                            |                                  | Modifica les dades a Wikidata |
|        | el Pilot                           | Santa Pau | masia            |                                                     | 42° 08′ 35″ N, 2° 34′ 17″ E / 42.1429776491842°N,2.57128014079332°E                                      |                                            |                                  | Modifica les dades a Wikidata |
|        | el Pla del Torn                    | Santa Pau | masia            |                                                     | 42° 09′ 25″ N, 2° 32′ 39″ E / 42.1569860780484°N,2.54414418012002°E                                      |                                            |                                  | Modifica les dades a Wikidata |
|        | el Pla sa Ribera                   | Santa Pau | masia            |                                                     | 42° 07′ 56″ N, 2° 34′ 27″ E / 42.1323249422973°N,2.57420753898467°E                                      |                                            |                                  | Modifica les dades a Wikidata |
|        | el Pont                            | Santa Pau | masia            | Estil: arquitectura popular                         | 42° 07′ 51″ N, 2° 35′ 06″ E / 42.130707°N,2.584994°E                                                     | bé integrant del patrimoni cultural català |                                  | Modifica les dades a Wikidata |
|        | el Portell                         | Santa Pau | masia            |                                                     | 42° 08′ 36″ N, 2° 30′ 40″ E / 42.1433676837831°N,2.51115532781965°E 566 msnm                             |                                            | El Portell (Santa Pau)           | Modifica les dades a Wikidata |
|        | el Prat de Baix                    | Santa Pau | masia            |                                                     | 42° 08′ 23″ N, 2° 30′ 18″ E / 42.13983742865°N,2.50491405540163°E                                        |                                            |                                  | Modifica les dades a Wikidata |
|        | el Puig                            | Santa Pau | masia            | Estil: arquitectura popular                         | 42° 07′ 44″ N, 2° 35′ 05″ E / 42.128897°N,2.584842°E                                                     | bé integrant del patrimoni cultural català |                                  | Modifica les dades a Wikidata |
|        | el Pujol                           | Santa Pau | masia            |                                                     | 42° 08′ 43″ N, 2° 34′ 51″ E / 42.1452911878116°N,2.5807284996753°E                                       |                                            |                                  | Modifica les dades a Wikidata |
|        | el Pujolet                         | Santa Pau | masia            | Estil: arquitectura popular                         | 42° 08′ 33″ N, 2° 30′ 31″ E / 42.142428°N,2.508747°E                                                     | bé integrant del patrimoni cultural català |                                  | Modifica les dades a Wikidata |
|        | el Soler                           | Santa Pau | masia            |                                                     | 42° 08′ 37″ N, 2° 29′ 53″ E / 42.1435817553638°N,2.49815621604954°E                                      |                                            |                                  | Modifica les dades a Wikidata |
|        | el Vilar                           | Santa Pau | masia            | Estil: arquitectura popular 17th century            | 42° 08′ 30″ N, 2° 30′ 45″ E / 42.141766°N,2.512468°E ca:Fageda d'en Jordà 565 msnm                       | bé integrant del patrimoni cultural català | El Vilar (Santa Pau)             | Modifica les dades a Wikidata |
|        | els Angostins                      | Santa Pau | masia            |                                                     | 42° 10′ 24″ N, 2° 35′ 36″ E / 42.1732747624765°N,2.59343831626873°E                                      |                                            |                                  | Modifica les dades a Wikidata |
|        | els Casals                         | Santa Pau | masia            | Estil: arquitectura popular 1771                    | 42° 08′ 20″ N, 2° 31′ 18″ E / 42.138884°N,2.521553°E                                                     | bé integrant del patrimoni cultural català |                                  | Modifica les dades a Wikidata |
|        | l'Olivera                          | Santa Pau | masia            |                                                     | 42° 08′ 42″ N, 2° 31′ 51″ E / 42.1451158693333°N,2.53079588088592°E                                      |                                            |                                  | Modifica les dades a Wikidata |
|        | la Barraca                         | Santa Pau | masia            | Estil: arquitectura popular                         | 42° 08′ 18″ N, 2° 34′ 05″ E / 42.138297222222°N,2.5681916666667°E 558 msnm                               | bé integrant del patrimoni cultural català | La Barraca (Santa Pau)           | Modifica les dades a Wikidata |
|        | la Bellaguarda                     | Santa Pau | masia            |                                                     | 42° 08′ 38″ N, 2° 35′ 02″ E / 42.143974°N,2.583784°E 466 msnm                                            |                                            | La Bellaguarda                   | Modifica les dades a Wikidata |
|        | la Boixeda                         | Santa Pau | masia            | Estil: arquitectura popular 19th century            | 42° 09′ 45″ N, 2° 34′ 00″ E / 42.162388°N,2.566798°E 510 msnm                                            | bé integrant del patrimoni cultural català |                                  | Modifica les dades a Wikidata |
|        | la Cambrafosca                     | Santa Pau | masia            |                                                     | 42° 08′ 32″ N, 2° 33′ 54″ E / 42.142161740265°N,2.56507749181642°E                                       |                                            |                                  | Modifica les dades a Wikidata |
|        | la Camància                        | Santa Pau | masia            |                                                     | 42° 09′ 13″ N, 2° 36′ 49″ E / 42.1536659531491°N,2.61374097293281°E                                      |                                            |                                  | Modifica les dades a Wikidata |
|        | la Carreteria                      | Santa Pau | masia            |                                                     | 42° 09′ 17″ N, 2° 36′ 17″ E / 42.154599031156°N,2.60475410243059°E                                       |                                            |                                  | Modifica les dades a Wikidata |
|        | la Castanyeda                      | Santa Pau | masia            |                                                     | 42° 07′ 49″ N, 2° 33′ 04″ E / 42.1302108903723°N,2.55122076254172°E                                      |                                            |                                  | Modifica les dades a Wikidata |
|        | la Clota                           | Santa Pau | masia            |                                                     | 42° 09′ 33″ N, 2° 34′ 56″ E / 42.159122°N,2.582267°E 483 msnm                                            |                                            | La Clota (Santa Pau)             | Modifica les dades a Wikidata |
|        | la Comota                          | Santa Pau | masia            | Estil: arquitectura popular                         | 42° 07′ 40″ N, 2° 35′ 00″ E / 42.127662°N,2.583386°E                                                     | bé integrant del patrimoni cultural català |                                  | Modifica les dades a Wikidata |
|        | la Coromina                        | Santa Pau | masia            |                                                     | 42° 08′ 46″ N, 2° 33′ 25″ E / 42.146075002126°N,2.55683317305141°E                                       |                                            |                                  | Modifica les dades a Wikidata |
|        | la Costa                           | Santa Pau | masia            |                                                     | 42° 08′ 31″ N, 2° 31′ 30″ E / 42.141885784269°N,2.52501095998706°E                                       |                                            |                                  | Modifica les dades a Wikidata |
|        | la Devesa                          | Santa Pau | masia            |                                                     | 42° 07′ 53″ N, 2° 36′ 16″ E / 42.1313161392636°N,2.60437860288071°E                                      |                                            |                                  | Modifica les dades a Wikidata |
|        | la Fàbrega                         | Santa Pau | masia            |                                                     | 42° 08′ 27″ N, 2° 31′ 40″ E / 42.1409340143743°N,2.52789821206669°E                                      |                                            |                                  | Modifica les dades a Wikidata |
|        | la Ginebreda                       | Santa Pau | masia            |                                                     | 42° 08′ 06″ N, 2° 34′ 52″ E / 42.1350977981703°N,2.58124345217631°E                                      |                                            |                                  | Modifica les dades a Wikidata |
|        | la Mosquera                        | Santa Pau | masia            |                                                     | 42° 08′ 49″ N, 2° 32′ 46″ E / 42.1470420140633°N,2.54616404666455°E                                      |                                            |                                  | Modifica les dades a Wikidata |
|        | la Planella                        | Santa Pau | masia            |                                                     | 42° 07′ 53″ N, 2° 33′ 34″ E / 42.1313689204667°N,2.55953711715847°E                                      |                                            |                                  | Modifica les dades a Wikidata |
|        | la Quintana                        | Santa Pau | masia casa forta | Estil: arquitectura eclèctica                       | 42° 08′ 51″ N, 2° 34′ 34″ E / 42.147630555556°N,2.5761805555556°E 464 msnm                               | bé integrant del patrimoni cultural català | Mas la Quintana                  | Modifica les dades a Wikidata |
|        | la Ranella                         | Santa Pau | masia            |                                                     | 42° 09′ 47″ N, 2° 33′ 12″ E / 42.1630296861505°N,2.55338582190441°E                                      |                                            |                                  | Modifica les dades a Wikidata |
|        | la Solana                          | Santa Pau | masia            |                                                     | 42° 09′ 06″ N, 2° 29′ 56″ E / 42.1517261698943°N,2.49875757516102°E                                      |                                            |                                  | Modifica les dades a Wikidata |
|        | la Sunyera                         | Santa Pau | masia            |                                                     | 42° 08′ 39″ N, 2° 29′ 53″ E / 42.1442390414895°N,2.49811471906308°E                                      |                                            |                                  | Modifica les dades a Wikidata |
|        | la Terrada                         | Santa Pau | masia            |                                                     | 42° 09′ 38″ N, 2° 34′ 22″ E / 42.1604468563456°N,2.57283274523379°E                                      |                                            |                                  | Modifica les dades a Wikidata |
|        | la Torre                           | Santa Pau | masia            | Estil: arquitectura popular                         | 42° 09′ 22″ N, 2° 33′ 17″ E / 42.155997°N,2.554737°E                                                     | bé integrant del patrimoni cultural català |                                  | Modifica les dades a Wikidata |
|        | la Torroella                       | Santa Pau | masia            | Estil: arquitectura popular                         | 42° 09′ 26″ N, 2° 37′ 29″ E / 42.157122222222°N,2.6246027777778°E 303 msnm                               | bé integrant del patrimoni cultural català | La Torroella (Santa Pau)         | Modifica les dades a Wikidata |
|        | la Triola                          | Santa Pau | masia            |                                                     | 42° 08′ 21″ N, 2° 30′ 32″ E / 42.1391069269004°N,2.50887679602941°E                                      |                                            |                                  | Modifica les dades a Wikidata |
|        | les Bassedes                       | Santa Pau | masia            |                                                     | 42° 09′ 28″ N, 2° 33′ 33″ E / 42.1576927094267°N,2.55902779044198°E                                      |                                            |                                  | Modifica les dades a Wikidata |
|        | les Feixes                         | Santa Pau | masia            | Estil: arquitectura popular                         | 42° 09′ 46″ N, 2° 33′ 54″ E / 42.162908°N,2.564894°E                                                     | bé integrant del patrimoni cultural català |                                  | Modifica les dades a Wikidata |
|        | les Tries                          | Santa Pau | masia            |                                                     | 42° 09′ 26″ N, 2° 34′ 23″ E / 42.157313251015°N,2.57299907496748°E                                       |                                            |                                  | Modifica les dades a Wikidata |

## molí d'aigua
| imatge | Nom                | Ubicat a  | instància de | Detalls                     | coordenades                                                         | Protecció                                  | Commons (més fotos) | Dades a WD                    |
| ------ | ------------------ | --------- | ------------ | --------------------------- | ------------------------------------------------------------------- | ------------------------------------------ | ------------------- | ----------------------------- |
|        | El Molí Nou        | Santa Pau | molí d'aigua | Estil: arquitectura popular | 42° 09′ 05″ N, 2° 35′ 15″ E / 42.15144°N,2.587546°E                 | bé integrant del patrimoni cultural català |                     | Modifica les dades a Wikidata |
|        | Molí d'aigua       | Santa Pau | molí d'aigua | Estil: arquitectura popular |                                                                     | bé integrant del patrimoni cultural català |                     | Modifica les dades a Wikidata |
|        | Molí de Can Batlle | Santa Pau | molí d'aigua |                             | 42° 09′ 19″ N, 2° 36′ 29″ E / 42.1553401594225°N,2.60813866125117°E |                                            |                     | Modifica les dades a Wikidata |
|        | Molí de Can Biel   | Santa Pau | molí d'aigua |                             | 42° 09′ 10″ N, 2° 35′ 40″ E / 42.1527077649286°N,2.59445353672437°E |                                            |                     | Modifica les dades a Wikidata |
|        | Molí de Reixac     | Santa Pau | molí d'aigua |                             | 42° 09′ 13″ N, 2° 35′ 56″ E / 42.1535425637079°N,2.59878138053372°E |                                            |                     | Modifica les dades a Wikidata |

## muntanya
| imatge | Nom                    | Ubicat a                                     | instància de | Detalls | coordenades                                                         | Protecció | Commons (més fotos) | Dades a WD                    |
| ------ | ---------------------- | -------------------------------------------- | ------------ | ------- | ------------------------------------------------------------------- | --------- | ------------------- | ----------------------------- |
|        | Muntanya de Colitzà    | Santa Pau Mieres                             | muntanya     |         | 42° 08′ 56″ N, 2° 37′ 11″ E / 42.14886111°N,2.61964167°E 517.7 msnm |           |                     | Modifica les dades a Wikidata |
|        | Puig dels Tres Quartos | Santa Pau                                    | muntanya     |         | 42° 10′ 33″ N, 2° 35′ 34″ E / 42.1758°N,2.59269°E 763.2 msnm        |           |                     | Modifica les dades a Wikidata |
|        | Puigsacreu             | Santa Pau                                    | muntanya     |         | 42° 10′ 20″ N, 2° 33′ 36″ E / 42.17233333°N,2.56006111°E 768.8 msnm |           |                     | Modifica les dades a Wikidata |
|        | Roca Lladre            | les Preses Sant Feliu de Pallerols Santa Pau | muntanya     |         | 42° 08′ 11″ N, 2° 29′ 53″ E / 42.136518°N,2.49813°E 907 msnm        |           |                     | Modifica les dades a Wikidata |
|        | Sant Jordi             | Santa Pau Sant Aniol de Finestres            | muntanya     |         | 42° 07′ 29″ N, 2° 33′ 44″ E / 42.12469444°N,2.56210556°E 971.4 msnm |           |                     | Modifica les dades a Wikidata |
|        | Torre de Can Badia     | Santa Pau Mieres                             | muntanya     |         | 42° 08′ 04″ N, 2° 36′ 41″ E / 42.1344°N,2.61148°E 687.5 msnm        |           |                     | Modifica les dades a Wikidata |
|        | Turó de Can Gordi      | Santa Pau                                    | muntanya     |         | 42° 08′ 22″ N, 2° 34′ 48″ E / 42.13933333°N,2.57991111°E 593.2 msnm |           |                     | Modifica les dades a Wikidata |
|        | Turó de Sant Joan      | Santa Pau Sant Feliu de Pallerols            | muntanya     |         | 42° 07′ 53″ N, 2° 31′ 19″ E / 42.1313°N,2.522°E 868.8 msnm          |           |                     | Modifica les dades a Wikidata |
|        | serra de Cadebosc      | Santa Pau                                    | muntanya     |         | Garrotxa 500 msnm                                                   |           |                     | Modifica les dades a Wikidata |

## pont
| imatge | Nom                 | Ubicat a  | instància de | Detalls                                    | coordenades                                                                | Protecció                                  | Commons (més fotos) | Dades a WD                    |
| ------ | ------------------- | --------- | ------------ | ------------------------------------------ | -------------------------------------------------------------------------- | ------------------------------------------ | ------------------- | ----------------------------- |
|        | Pont de Sant Martí  | Santa Pau | pont         | Estil: arquitectura popular                | 42° 09′ 20″ N, 2° 36′ 47″ E / 42.155555°N,2.61301°E                        | bé integrant del patrimoni cultural català |                     | Modifica les dades a Wikidata |
|        | Pont de Santa Pau   | Santa Pau | pont         | Estil: arquitectura romànica Travessa: Ser | 42° 08′ 38″ N, 2° 34′ 12″ E / 42.144019444444°N,2.5699027777778°E 483 msnm | bé integrant del patrimoni cultural català | Pont de Santa Pau   | Modifica les dades a Wikidata |
|        | Pont del Mas Batlle | Santa Pau | pont         | Estil: arquitectura popular Travessa: Ser  | 42° 09′ 15″ N, 2° 36′ 23″ E / 42.154302777778°N,2.6064777777778°E 338 msnm | bé integrant del patrimoni cultural català | Pont del Mas Batlle | Modifica les dades a Wikidata |
|        | el Pont             | Santa Pau | pont         |                                            | 42° 08′ 45″ N, 2° 36′ 31″ E / 42.1457323402262°N,2.60873042089159°E        |                                            |                     | Modifica les dades a Wikidata |

## rectoria
| imatge | Nom                             | Ubicat a  | instància de | Detalls                     | coordenades                                                                | Protecció                                  | Commons (més fotos)           | Dades a WD                    |
| ------ | ------------------------------- | --------- | ------------ | --------------------------- | -------------------------------------------------------------------------- | ------------------------------------------ | ----------------------------- | ----------------------------- |
|        | Rectoria de Sant Julià del Mont | Santa Pau | rectoria     | Estil: arquitectura popular | 42° 10′ 26″ N, 2° 34′ 40″ E / 42.173908°N,2.577893°E                       | bé integrant del patrimoni cultural català |                               | Modifica les dades a Wikidata |
|        | Rectoria de Sant Miquel Sacot   | Santa Pau | rectoria     | Estil: arquitectura popular | 42° 08′ 22″ N, 2° 31′ 56″ E / 42.139327777778°N,2.5321472222222°E 639 msnm | bé integrant del patrimoni cultural català | Rectoria de Sant Miquel Sacot | Modifica les dades a Wikidata |
|        | Rectoria de Santa Pau           | Santa Pau | rectoria     | Estil: arquitectura gòtica  | 42° 08′ 39″ N, 2° 34′ 18″ E / 42.144163888889°N,2.5715916666667°E 490 msnm | bé integrant del patrimoni cultural català | La Rectoria (Santa Pau)       | Modifica les dades a Wikidata |

## serra
| imatge | Nom                                | Ubicat a                          | instància de | Detalls      | coordenades                                                      | Protecció | Commons (més fotos) | Dades a WD                    |
| ------ | ---------------------------------- | --------------------------------- | ------------ | ------------ | ---------------------------------------------------------------- | --------- | ------------------- | ----------------------------- |
|        | Montestí                           | Mieres Santa Pau                  | serra        |              | 42° 08′ 08″ N, 2° 36′ 42″ E / 42.1356325°N,2.611775°E 687.5 msnm |           |                     | Modifica les dades a Wikidata |
|        | serra d'en Coll                    | Mieres Santa Pau Sant Ferriol     | serra        |              | 42° 09′ 09″ N, 2° 37′ 51″ E / 42.15255556°N,2.6309°E 517.7 msnm  |           |                     | Modifica les dades a Wikidata |
|        | serra de Finestres                 | Sant Aniol de Finestres Santa Pau | serra        | Llarg: 4.5km | 42° 07′ 25″ N, 2° 34′ 23″ E / 42.1237°N,2.57319°E 1026.2 msnm    |           | Serra de Finestres  | Modifica les dades a Wikidata |
|        | serra de Santa Llúcia de Trenteres | Santa Pau                         | serra        |              | 42° 09′ 02″ N, 2° 33′ 38″ E / 42.1505°N,2.56061°E 678.5 msnm     |           |                     | Modifica les dades a Wikidata |
|        | serrat de Can Batlle               | Santa Pau                         | serra        |              | 42° 08′ 51″ N, 2° 36′ 05″ E / 42.1475°N,2.60143°E 587.7 msnm     |           |                     | Modifica les dades a Wikidata |

## volcà extint
| imatge | Nom                        | Ubicat a                          | instància de                         | Detalls | coordenades | Protecció | Commons (més fotos)     | Dades a WD                    |
| ------ | -------------------------- | --------------------------------- | ------------------------------------ | ------- | --- | --------- | ----------------------- | ----------------------------- |
|        | Turó de Can Xel            | Santa Pau                         | volcà extint                         |         | Zona Volcànica de la Garrotxa 621 msnm                                                                                              |           |                         | Modifica les dades a Wikidata |
|        | Volcans de Cabrioler       | Olot Santa Pau                    | volcà extint                         |         | 42° 09′ 16″ N, 2° 29′ 48″ E / 42.1545°N,2.49671111°E Zona Volcànica de la Garrotxa 580 msnm                                         |           |                         | Modifica les dades a Wikidata |
|        | Volcà de Can Simó          | Santa Pau                         | volcà extint                         |         | 42° 08′ 19″ N, 2° 34′ 01″ E / 42.13858333333334°N,2.5669444444444443°E Zona Volcànica de la Garrotxa 561 msnm                       |           |                         | Modifica les dades a Wikidata |
|        | Volcà de Comadega          | Sant Feliu de Pallerols Santa Pau | volcà extint                         |         | 42° 08′ 09″ N, 2° 32′ 07″ E / 42.13594444444445°N,2.5353333333333334°E Zona Volcànica de la Garrotxa 715 msnm                       |           |                         | Modifica les dades a Wikidata |
|        | Volcà de Rocanegra         | Santa Pau                         | volcà extint                         |         | 42° 08′ 24″ N, 2° 33′ 23″ E / 42.14°N,2.5563611111111113°E Zona Volcànica de la Garrotxa 653 msnm                                   |           | Volcà de Rocanegra      | Modifica les dades a Wikidata |
|        | Volcà de Sant Jordi        | Santa Pau                         | volcà extint                         |         | 42° 08′ 16″ N, 2° 35′ 13″ E / 42.13783333333333°N,2.586888888888889°E Zona Volcànica de la Garrotxa                                 |           |                         | Modifica les dades a Wikidata |
|        | Volcà de Santa Margarida   | Santa Pau                         | volcà extint Reserva Natural Parcial |         | 42° 08′ 31″ N, 2° 32′ 29″ E / 42.14197°N,2.541405°E Zona Volcànica de la Garrotxa 766 msnm                                          |           | Santa Margarida Volcano | Modifica les dades a Wikidata |
|        | Volcà del Croscat          | Santa Pau Olot                    | volcà extint                         |         | 42° 09′ 14″ N, 2° 32′ 10″ E / 42.1539906034°N,2.53606815969°E Zona Volcànica de la Garrotxa 789 msnm                                |           | Croscat Volcano         | Modifica les dades a Wikidata |
|        | Volcà del Pla sa Ribera    | Santa Pau                         | volcà extint                         |         | 42° 07′ 51″ N, 2° 34′ 19″ E / 42.130916666666664°N,2.571888888888889°E Zona Volcànica de la Garrotxa Pla d'Espais d'Interès Natural |           |                         | Modifica les dades a Wikidata |
|        | Volcà del Puig Jordà       | Santa Pau                         | volcà extint                         |         | 42° 08′ 49″ N, 2° 30′ 28″ E / 42.14702777777778°N,2.5076944444444447°E Zona Volcànica de la Garrotxa 607 msnm                       |           | Volcà del Puig Jordà    | Modifica les dades a Wikidata |
|        | Volcà del Puig Safont      | Santa Pau                         | volcà extint                         |         | 42° 09′ 39″ N, 2° 32′ 40″ E / 42.16085°N,2.54446°E Zona Volcànica de la Garrotxa 672 msnm                                           |           |                         | Modifica les dades a Wikidata |
|        | Volcà del Puig de Mar      | Santa Pau                         | volcà extint                         |         | 42° 08′ 57″ N, 2° 33′ 13″ E / 42.14925°N,2.553611111111111°E Zona Volcànica de la Garrotxa 662 msnm                                 |           |                         | Modifica les dades a Wikidata |
|        | Volcà del Puig de Martinyà | Santa Pau                         | volcà extint                         |         | 42° 09′ 21″ N, 2° 32′ 49″ E / 42.155722222222224°N,2.546972222222222°E Zona Volcànica de la Garrotxa 648 msnm                       |           |                         | Modifica les dades a Wikidata |
|        | Volcà del Puig de la Costa | Santa Pau                         | volcà extint                         |         | 42° 08′ 39″ N, 2° 31′ 40″ E / 42.14416667°N,2.52771944°E Zona Volcànica de la Garrotxa 721 msnm                                     |           |                         | Modifica les dades a Wikidata |
|        | el Puig Subià              | Santa Pau                         | volcà extint Reserva Natural Parcial |         | 42° 08′ 07″ N, 2° 33′ 28″ E / 42.135333333333335°N,2.557861111111111°E Zona Volcànica de la Garrotxa 713 msnm                       |           |                         | Modifica les dades a Wikidata |

## àrea protegida
| imatge | Nom                                                                                          | Ubicat a                          | instància de                                        | Detalls                     | coordenades                                                            | Protecció | Commons (més fotos) | Dades a WD                    |
| ------ | -------------------------------------------------------------------------------------------- | --------------------------------- | --------------------------------------------------- | --------------------------- | ---------------------------------------------------------------------- | --------- | ------------------- | ----------------------------- |
|        | Reserva Natural del Volcà de Cabrioler                                                       | Olot Santa Pau                    | àrea protegida Reserva Natural Parcial volcà extint | 2008                        | 42° 09′ 16″ N, 2° 29′ 51″ E / 42.15444444444445°N,2.4974166666666666°E |           |                     | Modifica les dades a Wikidata |
|        | Reserva Natural del Volcà de Simon                                                           | Santa Pau                         | àrea protegida Reserva Natural Parcial              | 2008                        |                                                                        |           |                     | Modifica les dades a Wikidata |
|        | Reserva Natural del Volcà del Croscat                                                        | Olot Santa Pau                    | àrea protegida Reserva Natural Parcial              | 1982 Superfície: 77.82249ha |                                                                        |           |                     | Modifica les dades a Wikidata |
|        | Reserva Natural del Volcà del Torrent o de Comadega                                          | Santa Pau                         | àrea protegida Reserva Natural Parcial              | 2008                        |                                                                        |           |                     | Modifica les dades a Wikidata |
|        | Reserva Natural dels Volcans de Fontpobra, de la Tuta de Colltort i de Can Tià               | Santa Pau Sant Feliu de Pallerols | àrea protegida Reserva Natural Parcial              | 1982 Superfície: 76.36575ha |                                                                        |           |                     | Modifica les dades a Wikidata |
|        | Reserva Natural dels Volcans de Roganegra i del Puig Subià                                   | Santa Pau                         | àrea protegida Reserva Natural Parcial              |                             |                                                                        |           |                     | Modifica les dades a Wikidata |
|        | Reserva Natural dels Volcans del Puig de Martinyà, del Torn, del Puig Safont i de la Mallola | Santa Pau                         | àrea protegida Reserva Natural Parcial              | 1982 Superfície: 50.78783ha |                                                                        |           |                     | Modifica les dades a Wikidata |

## Misc
| imatge | Nom                             | Ubicat a  | instància de               | Detalls                                  | coordenades                                                                          | Protecció                                            | Commons (més fotos)                       | Dades a WD                    |
| ------ | ------------------------------- | --------- | -------------------------- | ---------------------------------------- | ------------------------------------------------------------------------------------ | ---------------------------------------------------- | ----------------------------------------- | ----------------------------- |
|        | Ajuntament-escoles de Santa Pau | Santa Pau | casa consistorial          | Estil: noucentisme                       | 42° 08′ 42″ N, 2° 34′ 12″ E / 42.144977°N,2.569894°E 490 msnm                        | bé integrant del patrimoni cultural català           | Ajuntament-escoles de Santa Pau           | Modifica les dades a Wikidata |
|        | Basses de Can Jordà             | Santa Pau | zona humida                |                                          | 42° 08′ 40″ N, 2° 30′ 25″ E / 42.1444°N,2.507°E                                      |                                                      |                                           | Modifica les dades a Wikidata |
|        | Mascou                          | Santa Pau | nucli de població          |                                          | 42° 09′ 15″ N, 2° 34′ 07″ E / 42.1540906642182°N,2.56863911279258°E                  |                                                      |                                           | Modifica les dades a Wikidata |
|        | Paret de la Pubilla             | Santa Pau | indret                     |                                          | 42° 08′ 44″ N, 2° 35′ 54″ E / 42.1455973497117°N,2.59833535656714°E                  |                                                      |                                           | Modifica les dades a Wikidata |
|        | Pedra del Diable                | Santa Pau | menhir                     |                                          | 42° 09′ 08″ N, 2° 35′ 52″ E / 42.152111°N,2.597758°E                                 | bé integrant del patrimoni cultural català           | Menhir de la Pedra del Diable (Santa Pau) | Modifica les dades a Wikidata |
|        | Plaça porticada de Santa Pau    | Santa Pau | plaça                      | Estil: arquitectura gòtica               | 42° 08′ 39″ N, 2° 34′ 17″ E / 42.144294444444°N,2.5713888888889°E 490 msnm           | bé integrant del patrimoni cultural català           | Plaça Major (Santa Pau)                   | Modifica les dades a Wikidata |
|        | Recinte emmurallat de Santa Pau | Santa Pau | muralla urbana             |                                          | 42° 08′ 41″ N, 2° 34′ 17″ E / 42.144722222222°N,2.5713888888889°E 494 msnm           | bé d'interès cultural bé cultural d'interès nacional | Muralles de Santa Pau                     | Modifica les dades a Wikidata |
|        | Sant Julià                      | Santa Pau | vèrtex geodèsic            | Alt: 1.2m                                | 42° 10′ 23″ N, 2° 34′ 39″ E / 42.17304°N,2.577502°E 907.016 msnm                     |                                                      |                                           | Modifica les dades a Wikidata |
|        | Santuari dels Arcs              | Santa Pau | santuari                   | Estil: arquitectura popular 1620s        | 42° 08′ 29″ N, 2° 35′ 06″ E / 42.141349°N,2.585088°E 453 msnm                        | bé integrant del patrimoni cultural català           | Santuari dels Arcs                        | Modifica les dades a Wikidata |
|        | Torre de Can Badia              | Santa Pau | torre de telegrafia òptica |                                          | 42° 08′ 04″ N, 2° 36′ 40″ E / 42.134404°N,2.611132°E 685 msnm                        |                                                      | Torre de Can Badia (torre)                | Modifica les dades a Wikidata |
|        | Torre del Pla de les Forques    | Santa Pau | torre de sentinella        | Estil: arquitectura popular 18th century | 42° 08′ 56″ N, 2° 32′ 12″ E / 42.148963°N,2.536614°E 636 msnm                        | bé integrant del patrimoni cultural català           |                                           | Modifica les dades a Wikidata |
|        | Vila Vella de Santa Pau         | Santa Pau | centre històric            | Estil: arquitectura gòtica               | 42° 08′ 41″ N, 2° 34′ 20″ E / 42.1448°N,2.57213°E ca:Plaça Major i voltants 491 msnm | bé d'interès cultural bé cultural d'interès nacional | Vila Vella de Santa Pau                   | Modifica les dades a Wikidata |
|        | fageda d'en Jordà               | Santa Pau | bosc                       |                                          | 42° 09′ 00″ N, 2° 30′ 50″ E / 42.15°N,2.51389°E 550 msnm                             |                                                      | Fageda d'en Jordà                         | Modifica les dades a Wikidata |